# شیدا بازیار
شیدا بازیار (زادهٔ ۱۹۸۸) نویسندهٔ ایرانی‌-آلمانی است. او برای رمان شب‌های آرام تهران برندهٔ جوایز ادبی اولا هان و اووه یونزون شده‌است. بازیار دانش‌آموختهٔ نویسندگی خلاق در دانشگاه هیلدس‌هایم است. رمان دوم با عنوان «سه رفیق [زن]» در سال ۲۰۲۱ منتشر شد و در لیست نامزدهای کتاب سال آلمان قرار گرفت.